# Stefan Rottner
Stefan Rottner (* 13. Juli 1958 in Nürnberg) ist ein deutscher Koch.

## Werdegang

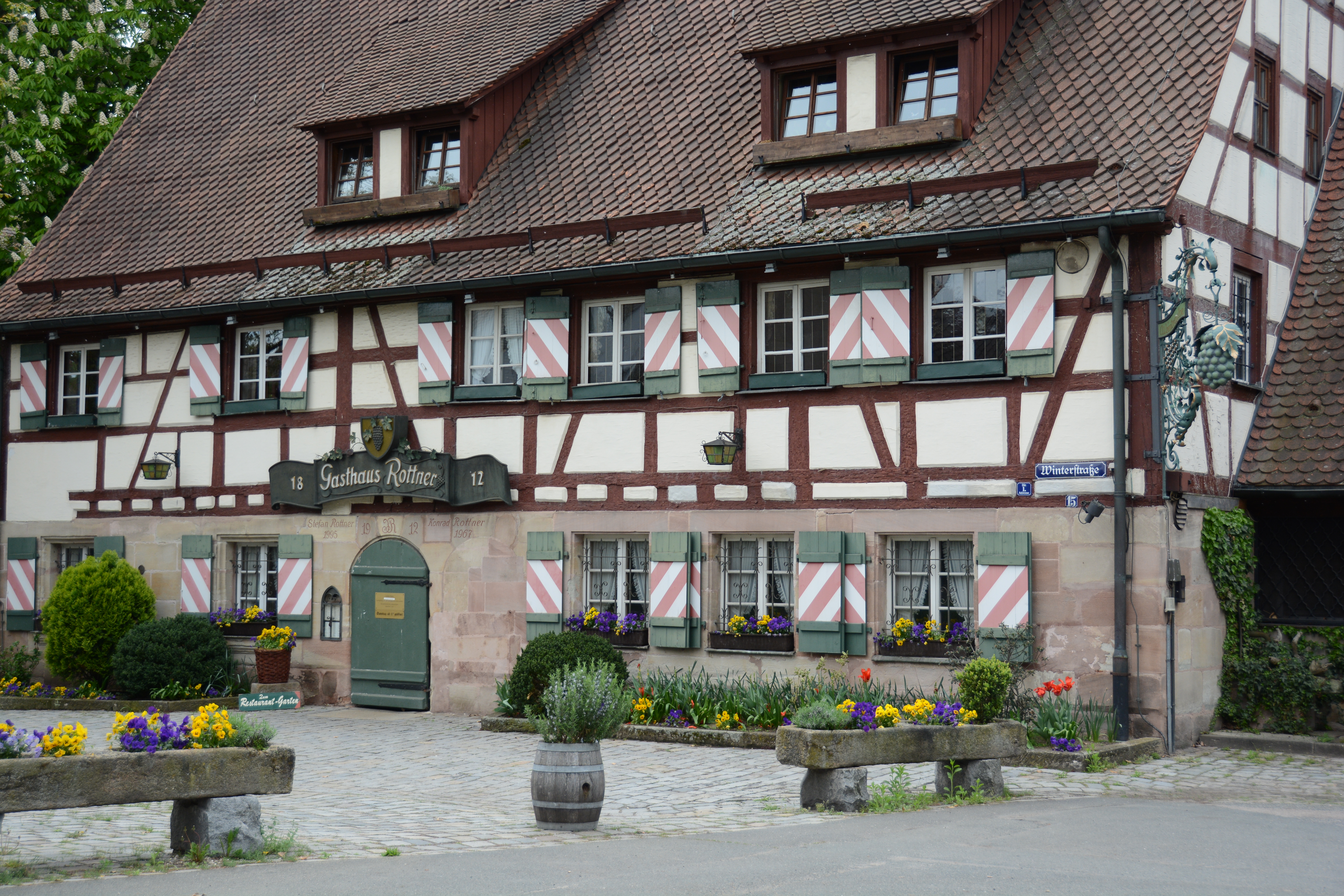
Romantik Hotel Rottner in Nürnberg

Rottner entstammt einer Gastronomenfamilie und kocht in der siebten Generation.
Nach der Ausbildung im Hotel Kleber Post in Saulgau kochte Rottner von 1978 bis 1980 in den Schweizer Stuben in Wertheim bei Jörg Müller und Dieter Müller. 1980 ging er zum Katzenbergers Adler bei Rudolf Katzenberger in Rastatt, 1981 zum Hotel Restaurant Guarda-Val in Lenzerheide und 1982 zum Grauen Haus in Oestrich-Winkel. 1985 absolvierte er die Hotelfachschule Heidelberg als staatlich geprüfter Gastronom.
Seit 1985 ist er Küchenchef im Romantik Hotel Rottner in Nürnberg, das 1998 mit einem Michelinstern ausgezeichnet wurde.
Im April 2018 eröffnete sein Sohn Valentin Rottner das Restaurant Waidwerk im Romantik Hotel Rottner, das seit 2019 mit einem Michelinstern ausgezeichnet wird.

## Auszeichnungen
- 1997: Küchenchef des Jahres im Wettbewerb der Romantik Hotels
- 1998: Ein Michelinstern im Guide Michelin 1999